# Проект MILGEM
Проект MILGEM — национальная военная программа Турецкой Республики. Финансируемый ВМС Турции, проект направлен на разработку многоцелевых корветов и фрегатов, которые могут выполнять различные задачи, включая разведку, наблюдение, раннее предупреждение, ПЛО, борьбу с надводными кораблями, ПВО и десантные операции. 
Начиная с 2018 года, проект MILGEM охватывает строительство четырех  противолодочных корветов типа «Ада», корвета ELINT, четырёх многоцелевых фрегатов типа Istanbul и четырёх фрегатов ПВО типа TF2000, предназначенных для военно-морского флота Турции, также четырёх корветов типа «Джинна» для военно-морского флота Пакистана и 2 корветов для ВМС Украины.
Название проекта происходит от словосочетания «национальный корабль» на турецком языке — Milli Gemi.

## История
В середине 1990-х годов военно-морской флот Турции исследовал национальные ресурсы для проектирования, разработки и строительства полностью отечественного корвета. В 2004 году Стамбульское военно-морское судостроительное командование учредило проектный офис MILGEM для выполнения и координации проектных, инженерных и строительных работ. 
Развивая проект MILGEM, Турция стремилась построить военный корабль с использованием местных ресурсов в максимально возможной степени, улучшить потенциал и навыки национального военного судостроения. Целью создания корветов типа Ада было повышение боевых возможностей в прибрежной зоне и удовлетворение оперативных потребностей ВМС Турции. Проектное бюро MILGEM сосредоточилось на строительстве современного боевого корабля для прибрежных районов с хорошими противолодочными средствами, возможностью патрулирования в открытом море, широкого применения средств малозаметности и разведки. В 2005 году Стамбульское командование военно-морской верфи приступило к строительству первого судна проекта MILGEM, TCG Heybeliada. 
В 2014 году турецкая военно-техническая компания STM была выбрана в качестве субподрядчика на строительство оставшихся кораблей типа Ада. Более 50 местных поставщиков, в том числе турецкие оборонные компании, такие как Aselsan и Havelsan, сыграли значительную роль в разработке местных компонентов для боевой информационной системы.

## Характеристики
Корабли приводятся в движение силовой установкой RENK CODAG Cross Connect. Она состоит из газовой турбины мощностью 31000 л.с и двух дизельных двигателей общей мощностью 5800 л.с. Каждый дизельный двигатель приводит в движение один винт с регулируемым шагом через двухскоростной главный редуктор. Механизм с поперечным соединением распределяет мощность от газовой турбины через оба главных редуктора к двум валам. Корабль может эксплуатироваться в дизельном режиме, в режиме одиночной газовой турбины или в режиме CODAG, когда дизели и газовая турбина обеспечивают суммарную мощность 37000 л.с. 
GENESIS (Gemi Entegre Savaş İdare Sistemi, т.е. Интегрированная корабельная система управления боем), сетевая система управления боем, разработанная Havelsan и первоначально использовавшаяся при модернизации фрегатов типа G ВМФ Турции, была закуплена для первых двух корветов типа «Ада» 23 мая 2007 года. Военные корабли проекта MİLGEM имеют внутрикорпусной гидролокатор, разработанный Фондом научных и технологических исследований Турции. Кожух сонара был разработан и произведен субподрядчиком STM ONUK-BG Defense Systems, в нём широко используются нано-улучшенный волоконно-армированный полимер. В кораблях типа «Ада» представлена интегрированная система навигации с точными электронными картами (ECPINS), поставляемая OSI Geospatial. Интегрированная система управления платформой (IPMS), поставляемая субподрядчиком STM Yaltes JV, контролирует оборудование, вспомогательные системы, производство и распределение электроэнергии. Основные системы, интегрированные в IPMS, включают в себя систему управления питанием, систему обнаружения пожара, системы пожаротушения и контроля повреждений, систему видеонаблюдения и систему контроля остойчивости.

## Корабли

### Корветы типа Ada
Четыре из двенадцати военных кораблей проекта MILGEM классифицируются как корветы типа «Ада», ещё четыре из них будут оснащены дополнительными системами вооружения и классифицироваться как фрегат класса TF-100.
Тип TF-100 будет иметь немного больший корпус и оснащаться VLS Mk.41, способным запускать ракеты RIM-66 Standard, RIM-162 ESSM и VL ASROC, а также другими системами для улучшения многоцелевых возможностей. Опыт и технологические ноу-хау, полученные в рамках проекта MILGEM, сыграют важную роль в определении характеристик конструкции и процесса разработки фрегатов типа TF2000, а также выборе систем и оборудования, которые будут использоваться на этих значительно более крупных и боеспособных военных кораблях.

## Экспорт
Согласно сообщению CNN Türk от 27 сентября 2008 года, военно-морские силы Канады, Пакистана, Бангладеш, Украины и ряда стран Южной Америки выразили заинтересованность в приобретении военных кораблей проекта MILGEM.  6 апреля 2011 года Индонезия и Турция подписали соглашение о сотрудничестве в области оборонной промышленности, включая строительство двух корветов типа «Ада» для ВМС Индонезии. 
Пакистан
5 июля 2018 года пресс-служба пакистанской армии объявила, что турецкая фирма выиграла тендер на строительство четырех корветов MILGEM для ВМС Пакистана. Министр обороны Турции Нуреттин Чаникли назвал сделку «крупнейшим оборонным экспортом Турции в рамках одного соглашения». К сентябрю 2018 года появилось несколько подробностей о том, что корветы для ВМС Пакистана будут иметь двигательную установку CODAD вместо CODAG, что увеличит автономность с 10 до 15 дней. Первый корабль серии планируется построить через 54 месяца, а остальные корабли — через 60, 66 и 72 месяца соответственно. Во время IDEAS 2018 представители ВМС Пакистана заявили, что в соответствии с соглашением четвертый корабль будет полностью спроектирован и построен в Пакистане и станет первым фрегатом типа «Джинна». Таким образом, четвертый корабль начнёт новую серию фрегатов. Одновременно с церемонией ввода в эксплуатацию TCG Kınalıada 29 сентября 2019 года, на которой присутствовал президент Турции Эрдоган, там также прошла церемония резки стали для первого корабля MILGEM ВМС Пакистана.
Украина
Летом 2021 года было подписано контракт на постройку 2 корветов типа «Ада» для ВМС Украины. В перспективе может быть построенно ещё 2 корвета.
Планируется закончить сборку 1 корабля в Турции в 2022 году и передать Украине на доукомплектование. На протяжении 2023, корвет должен пройти все ходовые испытания и заступить на дежурство.
На корвете для Украины планируют установить современные системы управления вооружением и обменом информации по стандартам НАТО, а также противокорабельние ракеты украинского производства «Нептун» или американские  «Гарпун».